# De clown (schilderij)
De clown (Frans: Clown au cirque of Le clown musical) is een schilderij van Pierre-Auguste Renoir uit 1868. Het is een van de weinige werken van deze Franse meester die zich in een Nederlandse collectie bevinden: het Kröller-Müller Museum. De man die hier is afgebeeld was mogelijk John Price.

## Voorstelling
In 1868 kreeg Renoir van de eigenaar van een café aan de Boulevard des Filles-du-Calvaire in Parijs de opdracht om een muurversiering te maken. Hierbij moest hij zich laten inspireren door het nabijgelegen Cirque d'hiver (wintercircus), dat in 1852 door Napoleon III geopend was. De schilder zou hier 100 frank voor betaald krijgen, maar de eigenaar ging al snel failliet, zodat het doek in Renoirs bezit bleef.
Hoewel het schilderij zwakke plekken kent, zoals de slordig weergegeven toeschouwers, is de clown met viool en strijkstok in de hand krachtig weergegeven. Renoirs schilderij vertoont in dit opzicht overeenkomst met de grote portretten van Édouard Manet, zoals Victorine Meurent in het kostuum van een espada. Op dit schilderij uit 1862 is eveneens een artiest te zien in een enigszins vergelijkbare pose tegen een schetsmatige achtergrond.

## Herkomst
- november 1905: de kunsthandelaar Ambroise Vollard verkoopt het werk aan Alexandre Berthier, vierde prins van Wagram in Parijs.
- Vollard haalt het schilderij terug omdat de betaling uitblijft.
- in bezit van Karl Stemheim, München.
- tot 1919: in bezit van Théa Stemheim, Terhulpen.
- 11 februari 1919: verkocht aan Helene Kröller-Müller, Den Haag

## Afbeeldingen

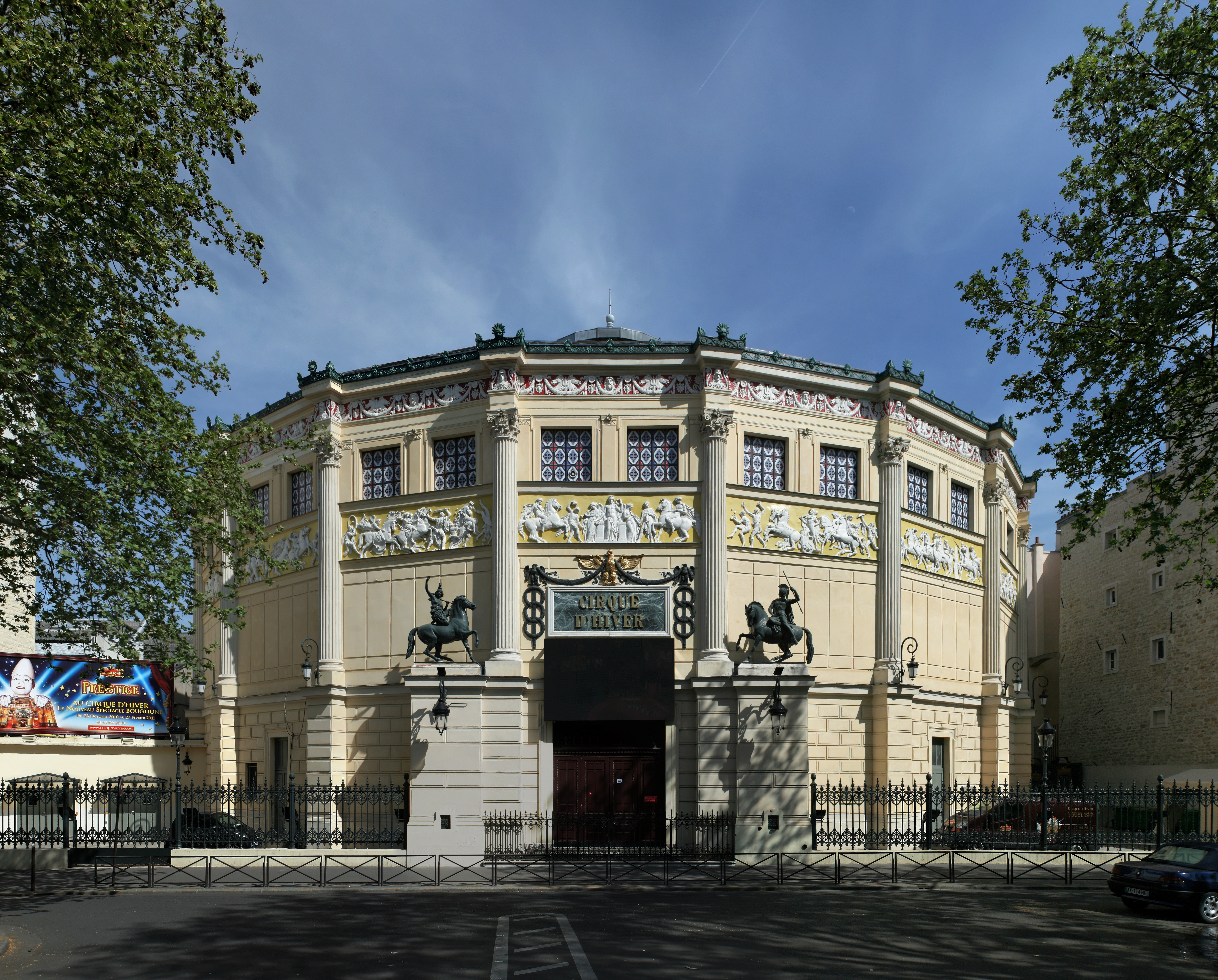
Cirque d'hiver, Parijs (1852)
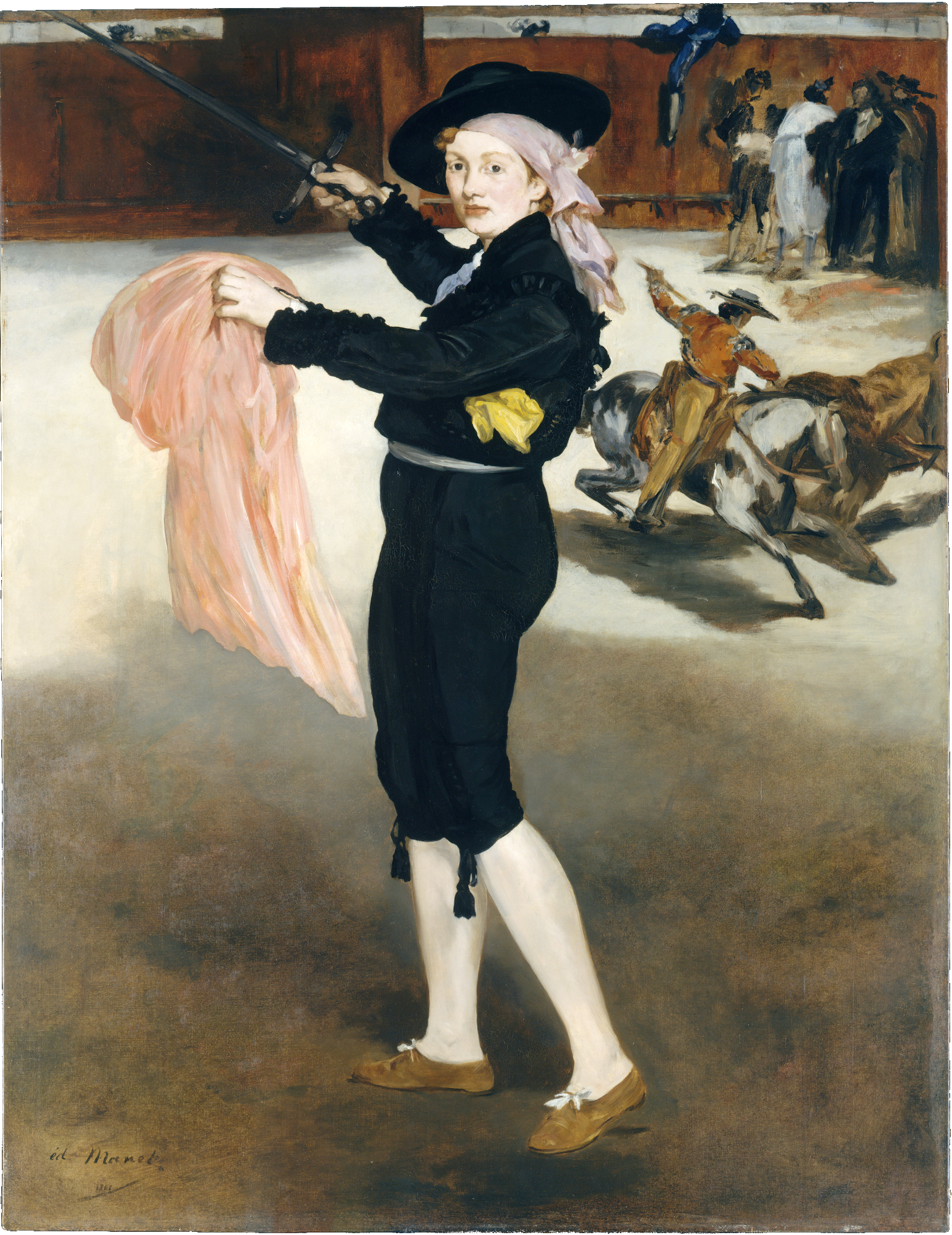
Victorine Meurent in het kostuum van een espada - Édouard Manet